# カンザキイオリ
カンザキイオリ（1997年3月11日 - ）は、日本のボカロP、シンガーソングライター、小説家である。代表曲は「命に嫌われている。」、「あの夏が飽和する。」など。

## 経歴
学校に行く意味が分からず、不登校になっていた中学2年生の時にVOCALOIDに入れ込む。高校1年生の時、アルバイトを始めVOCALOIDソフトを買おうとするも、PCの性能の問題で作曲ソフトがインストールできず、ギターを代わりに買う。高校2年生になりアルバイトで貯めたお金でPC及びVOCALOIDを購入する。また高校では軽音部に所属していた。
2014年1月に「黒柿」名義で『one day』を投稿し、ボカロPとしてデビューを果たす。
2015年に「黒柿」から「カンザキイオリ」に改名。
2017年8月に楽曲『命に嫌われている。』を発表。同曲は2025年現在、YouTube、ニコニコ動画合わせて約3,300万回再生を達成し、自身初の殿堂入りを果たす。
2018年からは自身の活動と並行してバーチャルシンガー・花譜のオリジナル楽曲全て（2023年まで）の作詞・作曲・編曲を担当している。
2019年1月発売のスマートフォン向けゲームアプリ『47 HEROINES』では、イメージソングの『HEROINES』の作詞作曲を担当している。また、2019年1月クールのテレビアニメ『同居人はひざ、時々、頭のうえ。』のオープニングテーマを新たなプロジェクト名義「Schrödinger’s cat」として担当した際は自身での歌唱を披露している。4月には1stアルバム『白紙』を発売。9月には全曲の作詞・作曲・編曲を担当した花譜の1st Album『観測α / β』リリースしている。10月にはYouTube発のクリエイティブレーベル「KAMITSUBAKI STUDIO」を花譜らとともに発足させている。12月には、ロックバンド・長靴をはいた猫の1stミニアルバム『慟哭する夜の底で』でキーボード・ストリングスとして制作に参加している。
2020年2月には自身初の長編小説『獣』をEP『人生はコメディ』と共に発売している。表紙のイラストはカンザキイオリ自身がオファーをしたというグラフィックデザイナー・オクソラケイタが担当した。また、同じく2020年2月には、東京・渋谷スペイン坂にあるライズビルで展示店「カンザキイオリ展」を開催した。7月に刊行された山田悠介の小説『俺の残機を投下します』のプロモーションビデオには、花譜とともに参加している。9月には小説『あの夏が飽和する。』を発売し、同日自身の代表曲『あの夏が飽和する。』の「2020ver.」を公開している。
セルフボーカルとしての音楽活動を開始することを表明しており、2021年6月21日には自身初のセルフボーカルを務めたシングル『不器用な男』をリリースし、同年7月にはセルフボーカルプロジェクトの第2弾となるシングル『大人』をリリースしている。7月23日には、YouTube Live上で自身初となるワンマンライブ「不器用な男」を開催している。11月11日、小説「親愛なるあなたへ」を発売した。12月31日、まふまふが楽曲『命に嫌われている。』を第72回NHK紅白歌合戦で歌唱した。
2022年2月23日にNHK Eテレで放送された「ヒャダ×体育のワンルーム☆ミュージック」でテレビ初出演を果たした。番組内では、作業部屋や楽曲データなどが公開された。
2023年3月4日に花譜の3rd ONE-MAN LIVEである「不可解参(想)」にて同年5月1日のライブをもってKAMITSUBAKI STUDIO及びTHINKRを卒業する事を公表した。
2023年5月1日に2nd ONE-MAN LIVE「別れなど、少年少女に恐れなし」が行われた。同ライブは、初となる有観客で開催された。同日、自身の所属するクリエイティブレーベルKAMITSUBAKI STUDIO及びTHINKRを卒業し、新レーベル「IKIRU SHELF」を設立。「IKIRU SHELF」は「創作を飾る棚」という意味で命名した。

## 音楽性
PVは文字主体であったり、画像や映像が使われていても、過激なものは少ない。また、楽曲には物語性があり、長編小説『獣』を自身の楽曲と連携させたり、『あの夏が飽和する。』の正当な続編として『死ぬとき死ねばいい』を公開したりしている。また、その作品の多くで死生観、社会に対する疑念や反抗が描かれている。

## 書籍
- 『あの夏が飽和する。』（2020年9月18日、河出書房新社、ISBN 978-4-309-02913-9）[19]
- 『親愛なるあなたへ』（2021年11月11日、河出書房新社、ISBN 978-4-309-03002-9）
- 『あの夏が飽和する。』原作（2023年2月25日 - 2025年3月27日、『コミック電撃大王』（KADOKAWA）、ISBN 978-4-04-914915-9）
- 『自由に捕らわれる。』 (2024年夏 - )[31]

## 楽曲
| 曲名                                      | 公開日         |
| ----------------------------------------- | -------------- |
| 【健音テイ】 one day【オリジナル】        | 2013年12月31日 |
| 初音ミク「反抗期」オリジナル              | 2014年1月18日  |
| 初音ミクV3「消えたい。」オリジナル        | 2014年3月10日  |
| 本ショー2                                 | 2014年8月19日  |
| 初音ミクV3 愛伝ティティ オリジナル        | 2014年8月30日  |
| 【初音ミクV3】 チョコレートケーキ【黒柿】 | 2014年11月15日 |

| 曲名                                 | 公開日        |
| ------------------------------------ | ------------- |
| 初音ミクV3 【プロテクト】 オリジナル | 2014年8月8日  |
| 【初音ミク】 本ショー 【オリジナル】 | 2014年8月19日 |
| 初音ミクV3 パレット オリジナル       | 2014年9月29日 |

| 曲名                                         | 公開日         |
| -------------------------------------------- | -------------- |
| 【鏡音リン】ループミスアンダー【オリジナル】 | 2015年5月6日   |
| 【鏡音リン】生きたいだけ【オリジナル】       | 2015年10月18日 |
| オリジナル「session」inst                    | 2016年2月16日  |
| 伊達マスク/VY1                               | 2016年3月13日  |
| 僕は飛べない/鏡音リン                        | 2016年4月17日  |
| 言い訳/VY1                                   | 2016年5月14日  |
| 不信症/鏡音リン                              | 2016年8月27日  |
| 孤食/鏡音レン                                | 2017年3月9日   |
| 家出/初音ミク                                | 2017年6月25日  |
| 文化になっていく/初音ミク                    | 2023年8月5日   |

| 曲名                            | 公開日        |
| ------------------------------- | ------------- |
| 哀伝ティティ/鏡音レン           | 2015年2月24日 |
| 自信暗鬼/鏡音レン               | 2015年3月15日 |
| 君の歌が好きだったんだ/鏡音リン | 2015年6月1日  |
| 哀情/鏡音レン                   | 2015年7月1日  |
| ロンリーエネミー/鏡音リン       | 2015年9月15日 |
| アダルトチルドレン/鏡音リン     | 2016年1月12日 |
| アダルトチルドレン/鏡音リン     | 2017年3月28日 |
| 忘れちゃったよ。 / IA           | 2017年4月6日  |

| 曲名                                                              | 公開日         |
| ----------------------------------------------------------------- | -------------- |
| 命に嫌われている。/ 初音ミク                                      | 2017年8月6日   |
| 君の神様になりたい。/ 初音ミク                                    | 2017年10月1日  |
| 番外 / 鏡音リン                                                   | 2017年10月28日 |
| ロマンチック願望/初音ミク                                         | 2017年12月6日  |
| 愛があれば。/カンザキイオリ                                       | 2017年12月10日 |
| 愛があれば。/鏡音リン                                             | 2018年2月24日  |
| ハグ/初音ミク                                                     | 2018年3月11日  |
| 自由に捕らわれる。/初音ミク                                       | 2018年4月7日   |
| 告白/初音ミク                                                     | 2018年6月10日  |
| あの夏が飽和する。/鏡音レン・リン                                 | 2018年8月12日  |
| 無題/鏡音レン【Arrange cover】                                    | 2018年12月27日 |
| 空白/鏡音レン                                                     | 2019年4月10日  |
| 音楽なんてわからない/初音ミク                                     | 2019年4月17日  |
| 死ぬとき死ねばいい/鏡音レン・リン                                 | 2019年11月13日 |
| 人生はコメディ/鏡音リン                                           | 2020年3月9日   |
| 願い歌/鏡音レン・リン                                             | 2020年4月25日  |
| ゼロ/鏡音レン                                                     | 2020年5月23日  |
| 爆弾/初音ミク                                                     | 2020年6月20日  |
| #心がどっか寂しいんだ/鏡音レン                                    | 2020年7月25日  |
| 畢生よ/初音ミク                                                   | 2020年8月22日  |
| あの夏が飽和する。2020ver/鏡音レン・リン                          | 2020年9月18日  |
| 不器用な男/カンザキイオリ                                         | 2021年6月21日  |
| 大人/カンザキイオリ                                               | 2021年7月21日  |
| 爆弾 / カンザキイオリ                                             | 2021年11月19日 |
| 地獄に落ちる / 可不                                               | 2022年1月23日  |
| ぎぶみー / 可不                                                   | 2022年2月14日  |
| 偶像 / カンザキイオリ                                             | 2022年3月1日   |
| 春を発つ / 可不                                                   | 2022年5月1日   |
| 桜の子 / 可不&星界                                                | 2022年6月5日   |
| あるふぁ / 可不                                                   | 2023年2月4日   |
| なぜ（少年少女ver.） / カンザキイオリ                             | 2023年5月31日  |
| 少年少女 / カンザキイオリ                                         | 2023年7月14日  |
| 文化になっていく / 初音ミク                                       | 2023年8月9日   |
| 人間じゃない癖に / カンザキイオリ                                 | 2023年8月27日  |
| 告白〜少年少女 / カンザキイオリ                                   | 2023年8月27日  |
| ハグ / カンザキイオリ                                             | 2023年9月15日  |
| 25時の情熱 / 初音ミク、鏡音リン、鏡音レン、巡音ルカ、MEIKO、KAITO | 2024年1月1日   |
| あの春を返して / 鏡音リン                                         | 2024年5月1日   |
| 自由に捕らわれる。(2024 ver.) / カンザキイオリ                    | 2024年8月24日  |
| ガラスペン / カンザキイオリ                                       | 2024年9月13日  |
| 吸血鬼 / 重音テト＆GUMI                                           | 2024年11月9日  |
| あんたは死んだ / カンザキイオリ                                   | 2024年12月20日 |
| カーテン / カンザキイオリ                                         | 2024年12月24日 |
| スーツ / 重音テト＆初音ミク                                       | 2024年1月2日   |

### 配信限定シングル
| 発売日         | タイトル         | レーベル           |
| -------------- | ---------------- | ------------------ |
| 2021年6月21日  | 不器用な男       | KAMITSUBAKI RECORD |
| 2021年7月21日  | 大人             | KAMITSUBAKI RECORD |
| 2021年11月19日 | 爆弾             | KAMITSUBAKI RECORD |
| 2022年3月1日   | 偶像             | KAMITSUBAKI RECORD |
| 2023年4月12日  | なぜ             | IKIRU SHELF        |
| 2023年8月23日  | 文化になっていく | IKIRU SHELF        |

### 配信限定EP
| 発売日        | タイトル           | 収録曲 |
| ------------- | ------------------ | --- |
| 2021年8月11日 | 人生はコメディ     | 1. 夕日 2. あの夏が飽和する 3. 死ぬとき死ねばいい 4. 輪廻 5. 人生はコメディ                                                                                   |
| 2023年7月21日 | 少年少女           | 1. 結局死ぬってなんなんだ (少年少女 ver.) 2. 人間じゃない癖に 3. 君の肺には宇宙が広がっている 4. なぜ (少年少女 ver.) 5. 少年少女 6. グッドラックメメントモリ |
| 2024年8月23日 | 自由に捕らわれる。 | 1. 遺書 2. あんたは死んだ 3. スーツ 4. ガラスペン 5. カーテン 6. 時計 7. 自由に捕らわれる。(2024Ver.)                                                         |

### アルバム
| 発売日         | タイトル                                    | 収録曲 | 備考           |
| -------------- | ------------------------------------------- | --- | -------------- |
| 2017年3月9日   | 独白                                        | 1. 結局、君が好きだった 2. 孤食 3. アダルトチルドレン 4. 第二発芽急進期 5. 消しゴム 6. 哀伝ティティ 7. 独白 |                |
| 2017年10月     | ミニセカンドアルバム 「命に嫌われている。」 | 1. 命に嫌われている。 2. ロマンチック願望 3. 独白 4. きっと言う | セルフボーカル |
| 2018年12月18日 | 結局死ぬってなんなんだ                      | 1. グッバイヒューマン 2. あの夏が飽和する 3. 君の神様になりたい 4. 愛があれば？ 5. 贅沢な休日 6. ハグ 7. 消しゴム 8. 再来 9. 命に嫌われている 10. ゼロ 11. 閑話休題 12. そして時代は続く 13. 空白 14. 結局死ぬってなんなんだ 15. アンコール 16. 発狂前夜（会場限定特典EP）          |                |
| 2019年4月      | 白紙                                        | 1. 告白 2. あの夏が飽和する。 3. 空白 4. 命に嫌われている。 5. 君の神様になりたい。 6. 番外 7. 自由に捕らわれる。 8. そして時代は続く 9. 贅沢な休日 10. 結局死ぬってなんなんだ 11. 冬が僕を嫌ってるので 12. 音楽なんてわからない 13. 進化劇 14. 音楽なんてわからない (Guiano Remix) |                |
| 2021年8月11日  | 不器用な男                                  | 1. 命に嫌われている。 2. カメムシ 3. 吸血鬼 4. あの夏が飽和する。 feat.KAF 5. 桜の子 6. 成長痛 7. 畢生よ 8. 大人 9. ダイヤモンド 10. 地獄に落ちる 11. こんな夜でもいいじゃないか 12. 子ども (Instrumental) 13. 青い号哭 14. 不器用な男 15. 春酔い (Instrumental)                    | セルフボーカル |

### 参加作品
| 発売日         | タイトル                                                  | 収録曲                                                  |
| -------------- | --------------------------------------------------------- | ------------------------------------------------------- |
| 2017年10月29日 | 制服に溺れる/白米ザムライ                                 | 1. 「ホタル族 feat.初音ミク」 2. 「番外 feat.鏡音レン」 |
| 2020年3月13日  | Guiano『Love & Music -DISC2-』                            | ハレルヤ / Guiano, カンザキイオリ                       |
| 2021年12月18日 | KAF+YOU KAFU COMPILATION ALBUM                            | 朝日 feat.KAF & Kafu                                    |
| 2022年3月2日   | KAF+YOU KAFU COMPILATION ALBUM シンメトリー vol.3         | 朝日 feat.KAF & Kafu                                    |
| 2022年7月20日  | 初音ミク「マジカルミライ」10th Anniversary OFFICIAL ALBUM | #心がどっか寂しいんだ feat.鏡音レン                     |
| 2022年12月30日 | KAMITSUBAKI STUDIO SAMPLER Vol. 1                         | 偶像                                                    |
| 2023年8月23日  | ボカコレ2023夏                                            | 文化になっていく                                        |
| 2024年10月27日 | 【梵そよぎ】そよぎフラクタル【梶裕貴 AI音声プロジェクト】 | 成長痛、命に嫌われている。                              |
| 2024年11月28日 | ドラマ【推しの子】第2話主題歌                             | 草々不一                                                |

## 楽曲提供
- 花譜のオリジナル楽曲全般
- V.W.P系譜曲
- MONSTER GIRLFRIEND「GAM」「I rob you」
- 氷魚リ「イマジナリーフレンド」
- VALIS「革命バーチャルリアリティ」「乙女的サイコパシー」
- テレビアニメ『同居人はひざ、時々、頭のうえ。』オープニングソング『アンノウンワールド』（2019年）[32]
- スマートフォン向けゲームアプリ『47 HEROINES』イメージソング『HEROINES』[33]
- ポプラキミノベル〈ポプラ社〉の企画「この夏、キミノウタをつくろう!」[34]
- EMA (歌手)「反逆者の僕ら」
- CIEL「窓を開けて」
- Lezel「僕」
- majiko「エミリーと15の約束」
- 莉犬「光」[35]
- ロクデナシ「眼差し」[36]
- プロジェクトセカイ カラフルステージ！feat.初音ミク「25時の情熱」[37]
- NARLOW「ゾゾゾンビ」
- ロクデナシ「草々不一」
- 吉乃「ババロア」